# Pierres de Sigurd
Les Pierres de Sigurd forment un ensemble de sept ou huit pierres runiques et d'une pierre historiée, situées dans différentes provinces de Suède, et qui représentent des images de la légende de Sigurd, le tueur de dragon. Elles ont été faites au cours de l'âge des Vikings et constituent les premières représentations nordiques de la Chanson des Nibelungen et des légendes de Sigurd dans l'Edda poétique, l'Edda de Snorri et de la Völsunga saga.

## Uppland

### U 1163

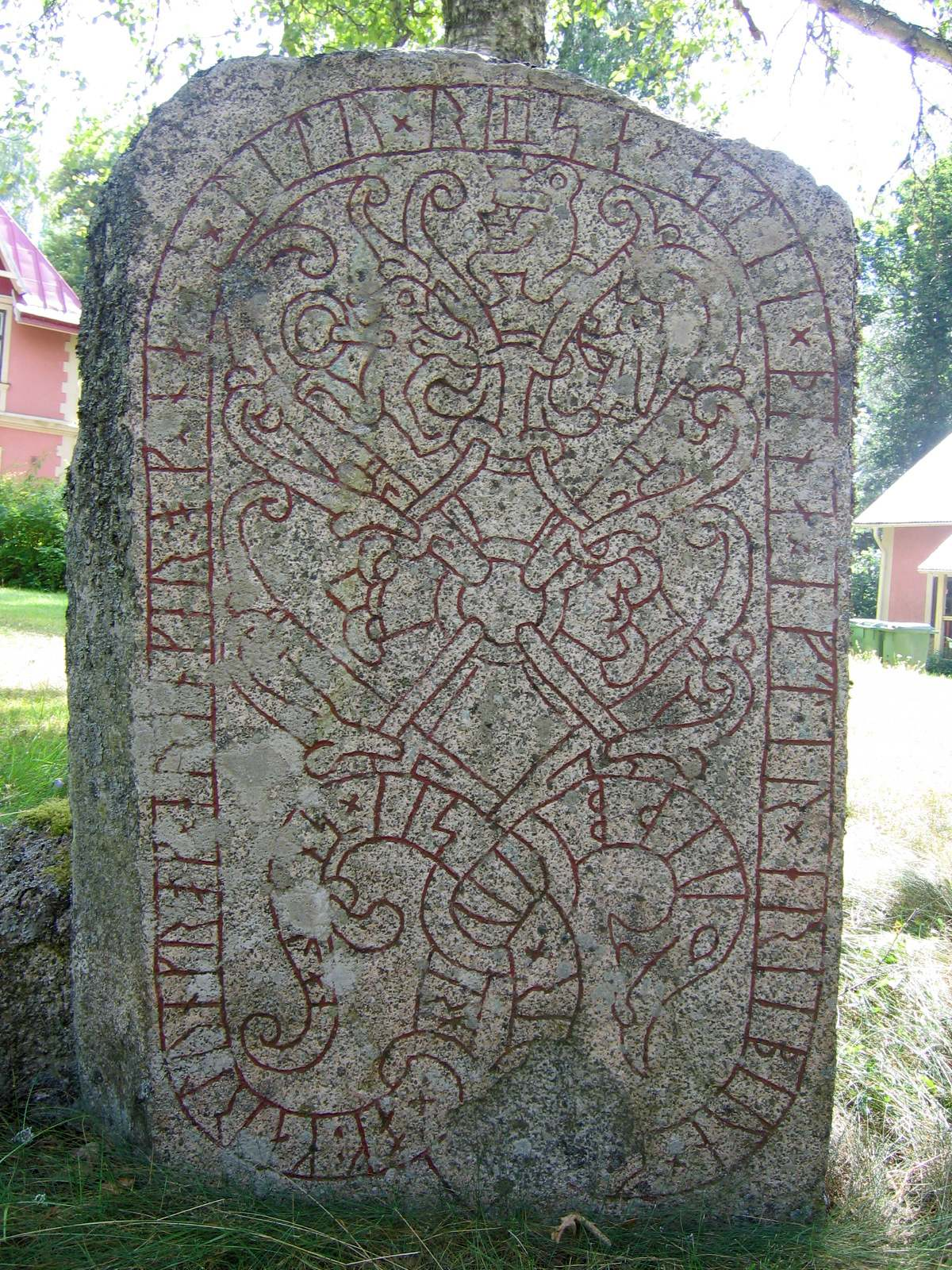
U 1163.

Cette pierre runique est une pierre runique de style Pr2. Elle a été découverte à Drävle, mais en 1878 elle fut transférée dans les environs de la cour du manoir Göksbo, où elle est maintenant érigée. Elle est gravée d'une image de Sigurd qui enfonce son épée au travers du serpent, et le nain Andvari, ainsi que la Valkyrie Sigrdrífa qui tend une corne à boire à Sigurd.
La pierre runique comporte une croix chrétienne stylisée, comme l'ont un certain nombre de pierres de Sigurd. Les pierres runiques de Sigurd avec des croix sont considérées comme une preuve de l'acceptation et l'utilisation des légendes de la Volsung Saga par le christianisme au cours de la période de transition depuis le paganisme nordique. D'autres pierres de Sigurd avec des croix dans leur conception comprennent U 1175, Sö 327, Gs 2, and Gs 9.
- Translittération latine :

uiþbiurn × ok : karlunkr : ok × erinker : ok × nas(i) × litu × risa × stii × þina × eftir × eriibiun × f[aþu]r × sii × snelan
- Transcription en vieux norrois :

Viðbiorn ok KarlungR ok ÆringæiRR/Æringærðr ok Nasi/Næsi letu ræisa stæin þenna æftiR Ærinbiorn, faður sinn sniallan.
- Traduction française :

Viðbjôrn et Karlungr et Eringeirr/Eringerðr et Nasi/Nesi ont érigé cette pierre en mémoire d'Erinbjôrn, leur cher père.

### U 1175

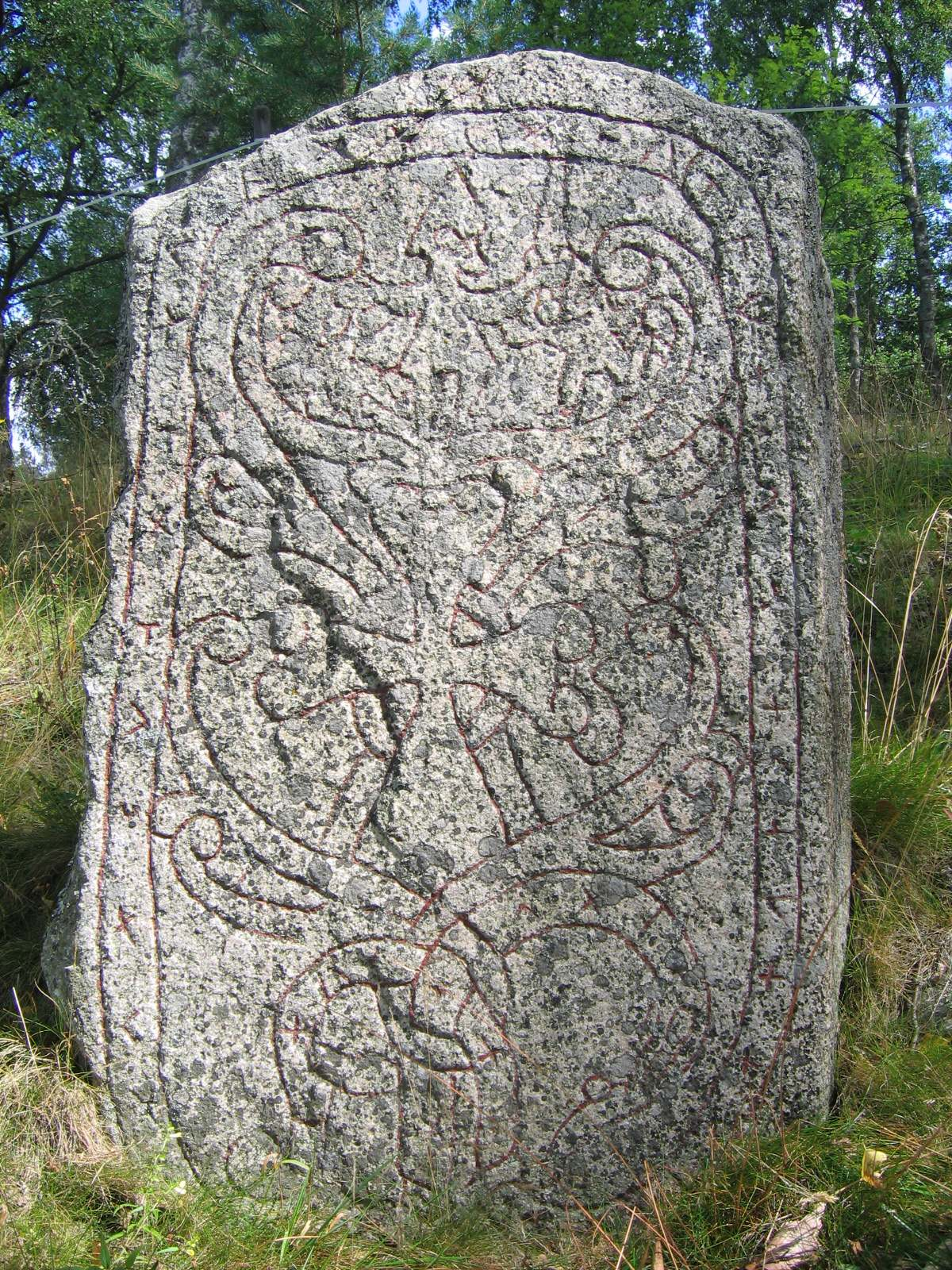
U 1175.

Cette pierre runique est une pierre runique de style Pr2 et est localisée à Stora Ramsjö. Cette pierre ne comporte pas de runes mais des dessins imitant le style des runes, gravés autour d'une croix. Cette ornementation est considérée comme une mauvaise copie de U 1163.

## Södermanland

### Sö 40

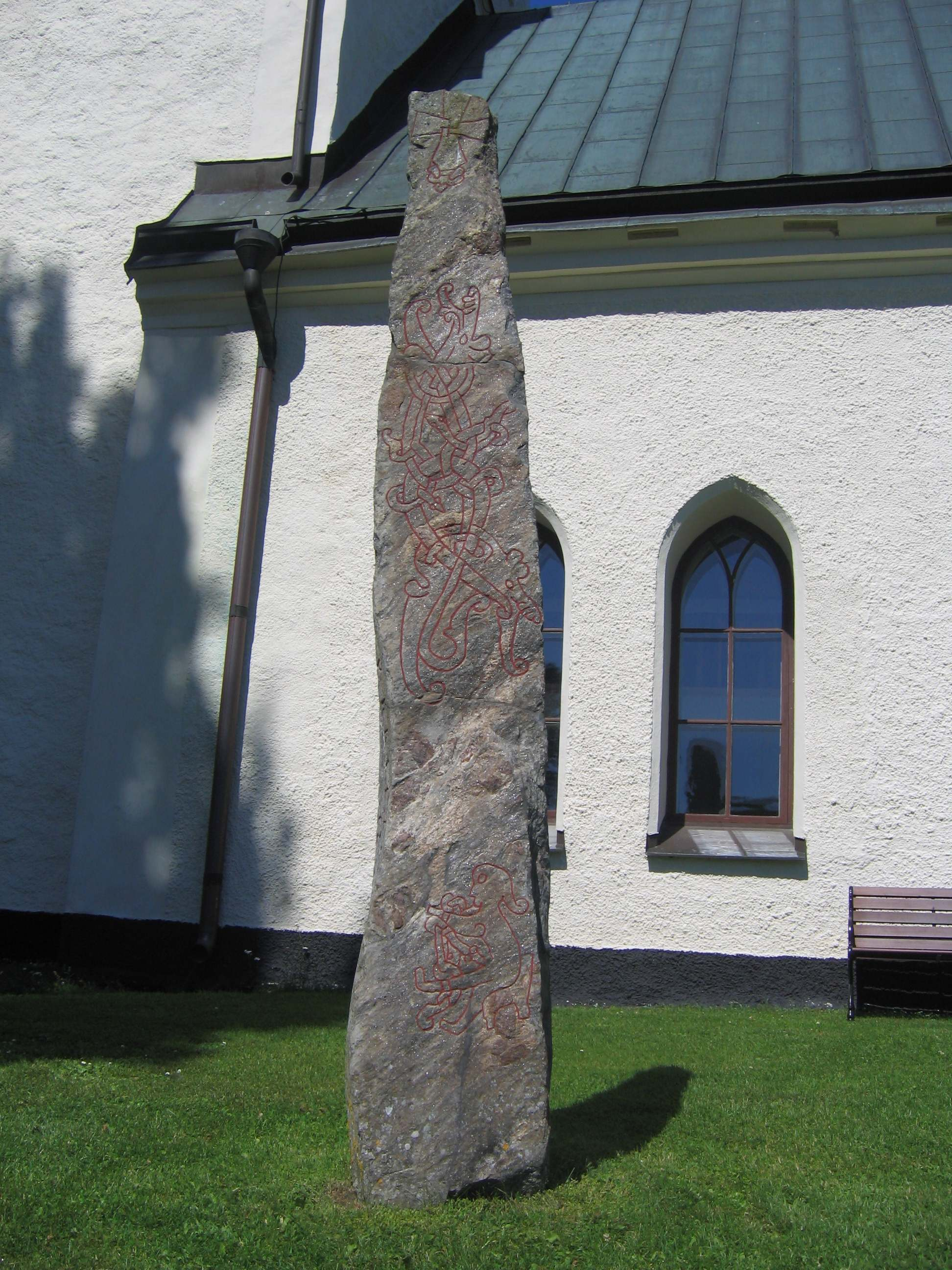
Sö 40.

Cette pierre runique est située sur le cimetière de l'église de Västerljung, mais elle a été trouvée, à l'origine, dans les fondations de la tour de l'église. Elle est classée parmi les pierres gravées dans le style Pr2 et faite par le maitre des runes Skamhals. Une autre pierre runique, Sö 323, est également signée d'un Skamhals, mais il est possible que ce soit un homonyme. Cette pierre runique décrit Gunnar jouant de la harpe dans la fosse aux serpents.
Parmi les noms dans l'inscription, Geirmarr signifie « lance-cheval, » et Skammhals est un pseudonyme qui signifie « petit cou ».
- Translittération latine :

haunefR + raisti * at * kaiRmar * faþur * sin + haa * iR intaþr * o * þiusti * skamals * hiak * runaR þaRsi +
- Transcription en vieux norrois :

HonæfR ræisti at GæiRmar, faður sinn. Hann eR ændaðr a Þiusti. Skammhals hiogg runaR þaRsi.
- Traduction française :

Hónefr a érigé (la pierre) en mémoire de Geirmarr, son père. Il rencontra sa fin à Þjústr. Skammhals a gravé ces runes.

### Sö 101

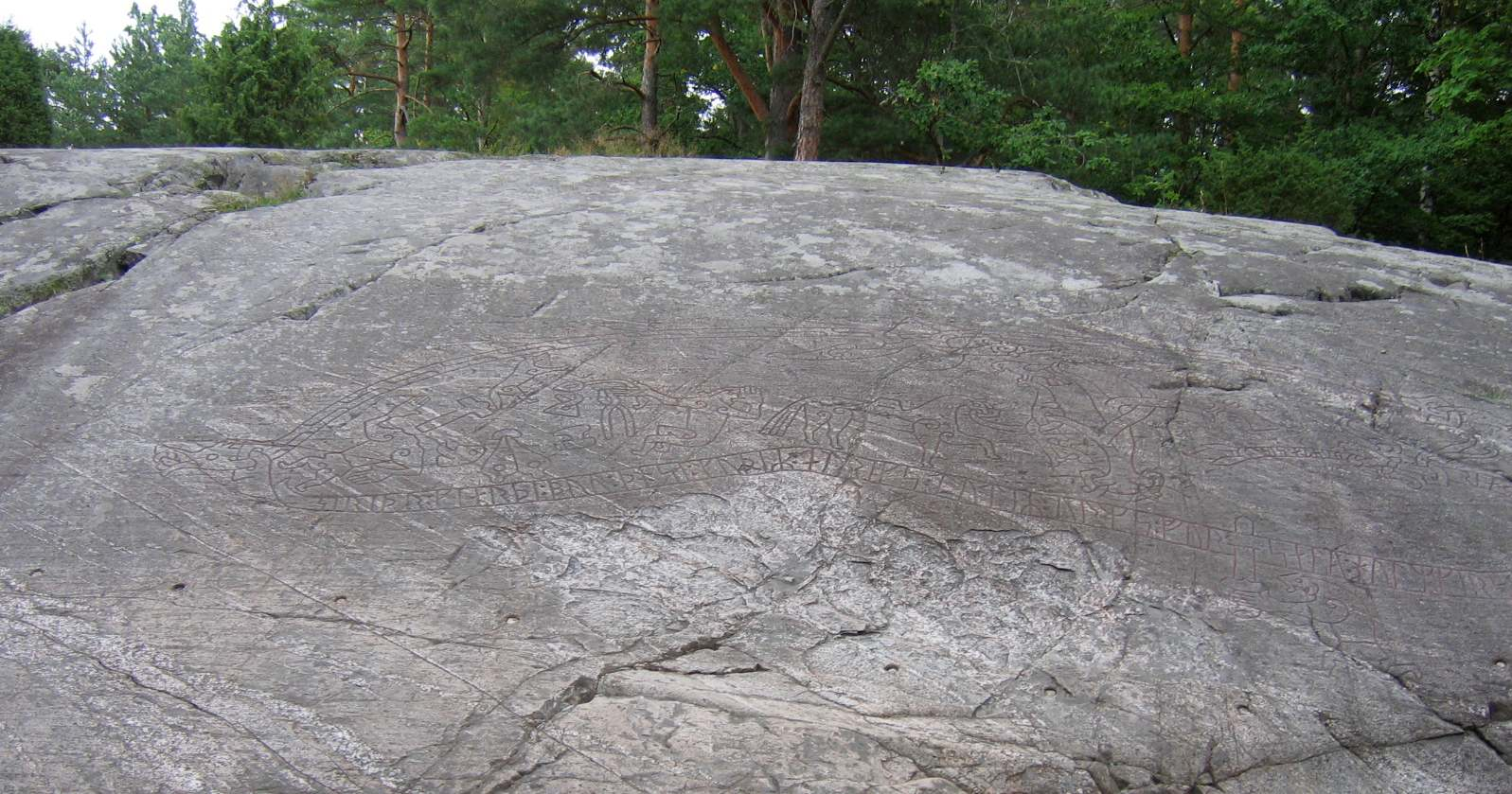
Sö 101.

Dessin de la gravure de Sö 101.

La gravure de Ramsund n'est pas réellement une pierre runique car elle n'est pas taillée dans une pierre mais sur un rocher plat, à proximité de Ramsund, dans la commune d'Eskilstuna, dans le comté du Södermanland, en Suède. Il semble qu'elle ait été gravée autour de l'an 1000. Elle est généralement considérée comme un élément important de l'art nordique de style Pr1.
La gravure de Ramsund montre (voir le dessin de Sö 101) :
1. Sigurd assis nu devant le feu la préparation du cœur de dragon de Fáfnir, pour son père nourricier Regin, le frère de Fafnir. Le cœur n'est pas encore cuit et quand Sigurd le touche, il se brûle et porte son doigt à sa bouche. Alors qu'il a goûté le sang du dragon, il commence à comprendre le chant des oiseaux.
2. Les oiseaux lui révèlent que Regin n'a pas l'intention de ne pas tenir sa promesse de réconciliation et tentera de tuer Sigurd, ce qui oblige Sigurd à lui couper la tête.
3. Le corps de Regin gît à côté de sa tête, ses outils avec lesquels il a reforgé l'épée de Sigurd, Gram, sont dispersés autour de lui
4. Le cheval de Regin est chargé du trésor du dragon
5. Sigurd tue le dragon Fafnir
6. Le nain Ótr qui apparait au début de la légende

L'écriture est ambigüe mais une interprétation des personnes mentionnées dans l'inscription, basée sur les inscriptions de pierres runiques se trouvant à proximité, est que Sigriþr (une femme) était l'épouse de Sigröd qui est décédé. Holmgeirr est son beau-père. Alrikr, fils de Sigriþr, a érigé une nouvelle pierre pour son père, nommé Spjut alors qu'Alrikr est le fils de Sigriþr, pas celui de Sigruþr. Alternativement, Holmgeirr est le second mari de Sigriþr et Sigröd (mais pas Alrikr) est leur fils.
L'inspiration pour l'utilisation de la légende de Sigurd pour la décoration picturale était probablement la similitude des noms de Sigurd (Sigurdr en vieux norrois) et Sigröd,.
La pierre a été érigée par la même famille aristocratique que les pierres de Bro et la pierre runique de Kjula. La référence à la construction de ponts dans le texte runique est assez commune des pierres runiques de cette période. Certaines sont des références chrétiennes liées au passage du pont vers l'au-delà. À cette époque, l'Église catholique a parrainé la construction de routes et de ponts à travers l'utilisation d'indulgences en échange d'intersession pour l'âme. Il existe de nombreux exemples de ces pierres à ponts datant du XIe siècle, y compris les inscriptions runiques U 489 et U 617.
- Translittération latine :

siriþr : kiarþi : bur : þosi : muþiR : alriks : tutiR : urms : fur * salu : hulmkirs : faþur : sukruþar buata * sis *
- Transcription en vieux norrois :

Sigriðr gærði bro þasi, moðiR Alriks, dottiR Orms, for salu HolmgæiRs, faður SigrøðaR, boanda sins.
- Traduction française :

Sigríðr, mère d'Alríkr, fille d'Ormr, fit ce pont pour l'âme de Holmgeirr, père de Sigrøðr, son maitre de maison.

### Sö 327

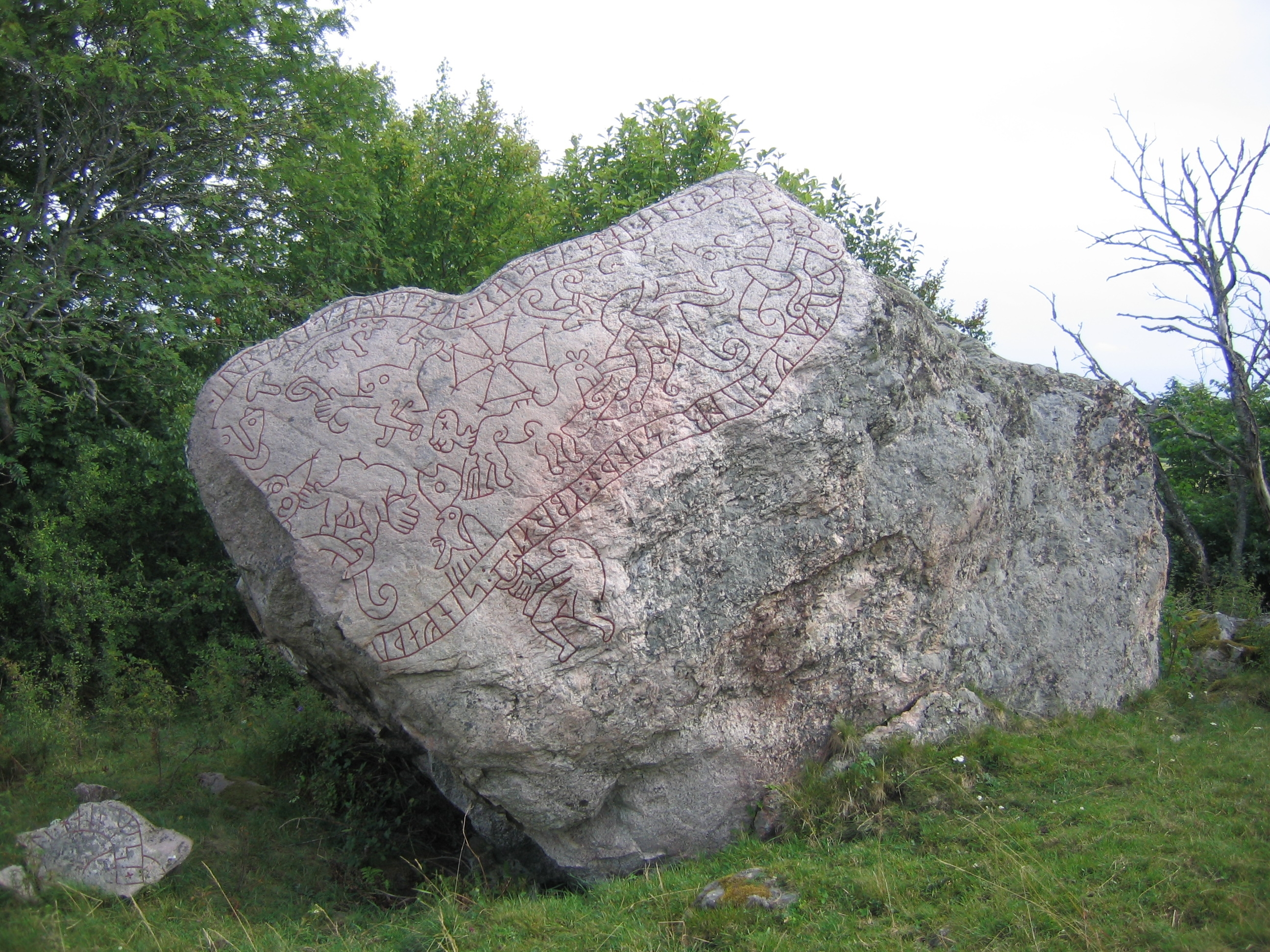
Sö 327.

Cette pierre de style Pr1-Pr2 est située à Gök. Elle est de la même époque que la sculpture de Ramsund et utilise la même imagerie, mais une croix chrétienne a été ajoutée et les images sont combinées d'une manière qui fausse complètement la logique interne des événements. Le maitre des runes soit n'a pas compris le mythe sous-jacent soit a consciemment faussé sa représentation. Quelle qu'en soit la raison, la pierre Gök montre comment le mythe païen héroïque se dirigeait vers sa dissolution, lors de l'introduction du christianisme.
La gravure n'a jamais été transcrite ni traduite de façon satisfaisante.
- Translittération latine :

(i)uraRi : kaum : isaio : raisti : stai : ain : þansi : at : : þuaR : fauþr : sloþn : kbrat : sin faþu... ul(i) * hano : msi +

## Gästrikland

### Gs 2

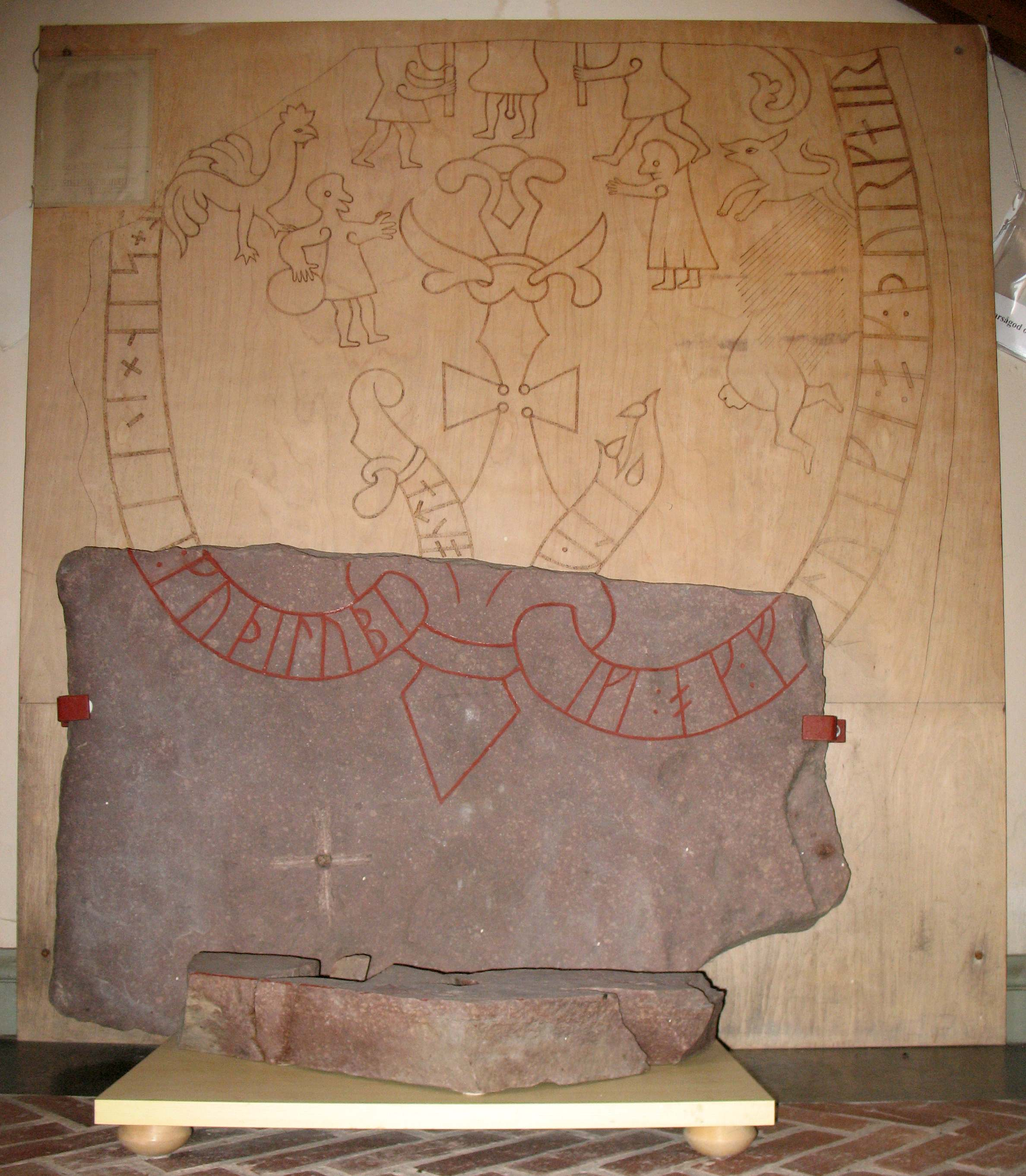
Gs 2.

Cette pierre runique de style Pr2 se trouve à l'église d'Österfärnebo. Elle n'est pas répertoriée comme une pierre runique de Sigurd par le projet Rundata, et seule sa partie inférieure demeure.
Le nom propre Þorgeirr dans l'inscription signifie "lance de Thor".
- Translittération latine :

[ily]iki : ok : f[uluiki × ok : þurkair ... ...- × sin × snilan] : kuþ ilubi on(t)[a]
- Transcription en vieux norrois :

Illugi ok Fullugi ok ÞorgæiRR ... ... sinn sniallan. Guð hialpi anda.
- Traduction française :

Illugi et Fullugi et Þorgeirr ... leur cher ... Puisse Dieu aider (son) esprit.

### Gs 9

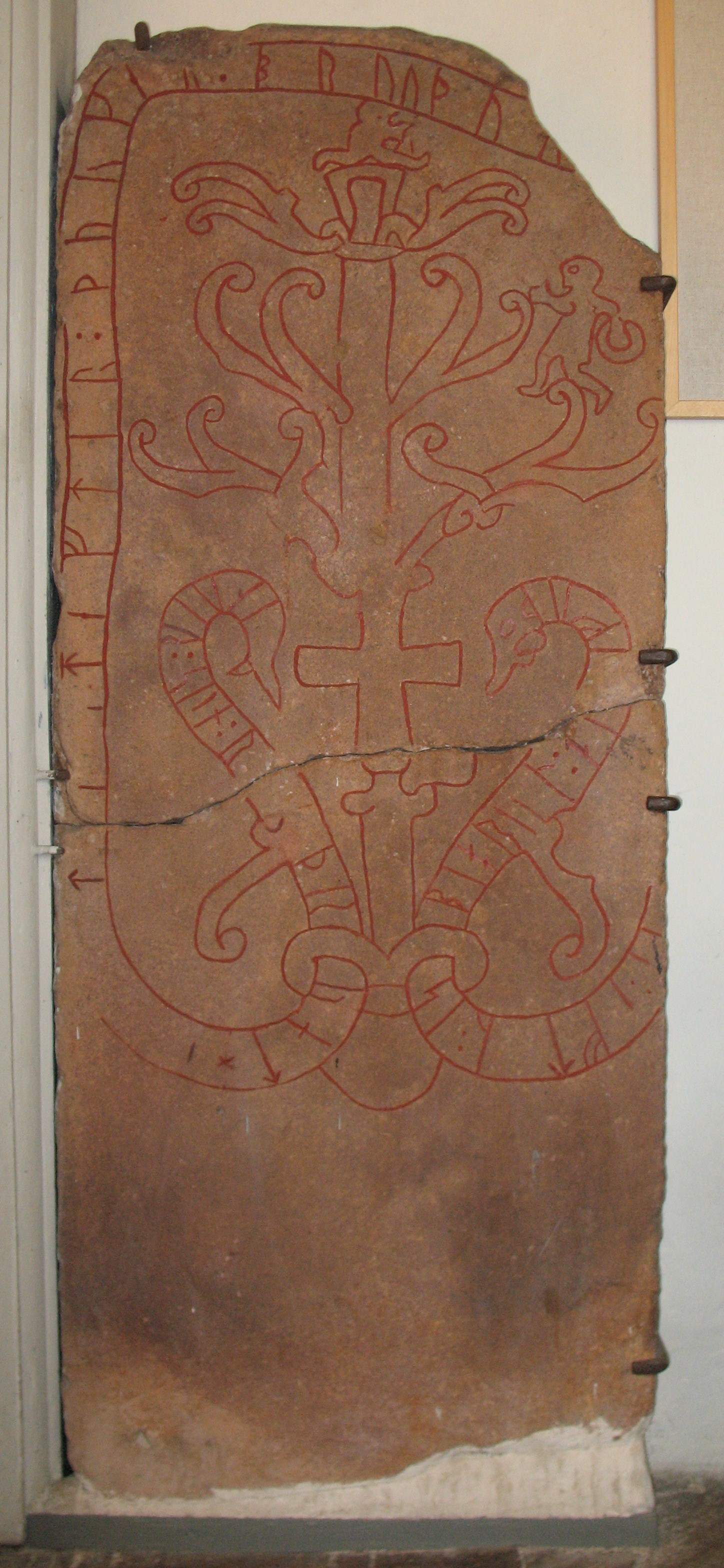
Gs 9.

Cette pierre se trouve à l'église d'Årsunda. Elle montre Sigurd sur la partie supérieure de la pierre runique. Une croix est au centre du dessin. Semblable aux pierres de Sigurd U 1163, U 1175, Sö 327 et GS 2, cette combinaison d'une croix et d'un dessin de Sigurd est considérée comme une preuve de l'acceptation et de l'utilisation par le christianisme des légendes de la Volsung Saga au cours de la période de transition depuis le paganisme.
- Translittération latine :

(i)nu-r : sun : r[u]þ[u](r) at × [uili](t)... ...[Ris:]t eftir : þurker : bruþu[r : sin : ok : kyþe=lfi : muþur : sina : uk] : eft[i]R : [a]sbiorn : o[k : o]ifuþ
- Transcription en vieux norrois :

Anun[d]r(?), sunn <ruþur>(?) at <uilit...> ... æftiR  ÞorgæiR, broður sinn, ok Guðælfi, moður sina ok æftiR  Asbiorn ok <oifuþ>.
- Traduction française :

Ônundr(?), fils de <ruþur>, en mémoire de <uilit>... ... en mémoire de Þorgeirr, son frère et Guðelfr, sa mère, et en mémoire d'Ásbjôrn et <oifuþ>

### Gs 19

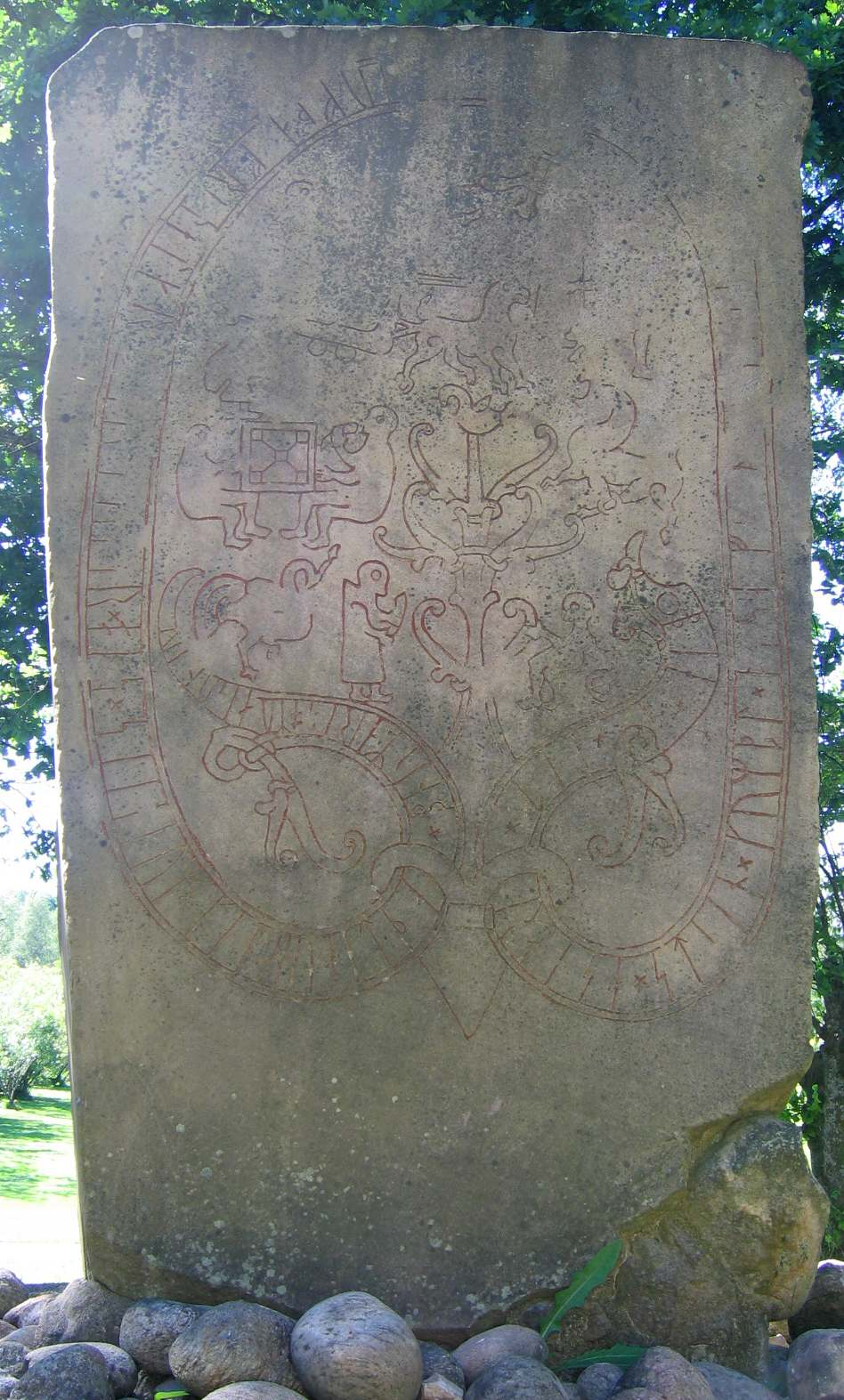
Gs 19.

Cette pierre runique, qui est provisoirement classée dans le style Pr2, se trouve à l'église d'Ockelbo. La pierre runique originale a été trouvée à l'intérieur de l'église, mais fut détruite avec l'église dans un incendie. La pierre runique actuelle est une copie réalisée d'après des dessins et elle est érigée hors de l'église. La pierre runique a plusieurs illustrations, y compris de la matière issue des légendes de Sigurd. L'une d'elles montre deux hommes jouant au hnefatafl, une forme de jeu de société appelée jeu de tafl.
Le nom Svarthôfði dans l'inscription se traduit par « tête noire » et a souvent été utilisé comme surnom.
- Translittération latine :

[blesa × lit × raisa × stain×kumbl × þesa × fa(i)(k)(r)(n) × ef(t)ir × sun sin × suar×aufþa × fr(i)þelfr × u-r × muþir × ons × siionum × kan : inuart : þisa × bhum : arn : (i)omuan sun : (m)(i)e(k)]
- Transcription en vieux norrois :

Blæsa let ræisa stæinkumbl þessa fagru æftiR sun sinn Svarthaufða. FriðælfR v[a]R moðiR  hans <siionum> <kan> <inuart> <þisa> <bhum> <arn> <iomuan> sun <miek>.
- Traduction française :

Blesa a érigé ces monuments de pierre en mémoire de son fils Svarthôfði. Friðelfr était sa mère.

## Bohuslän

### Bo NIYR;3

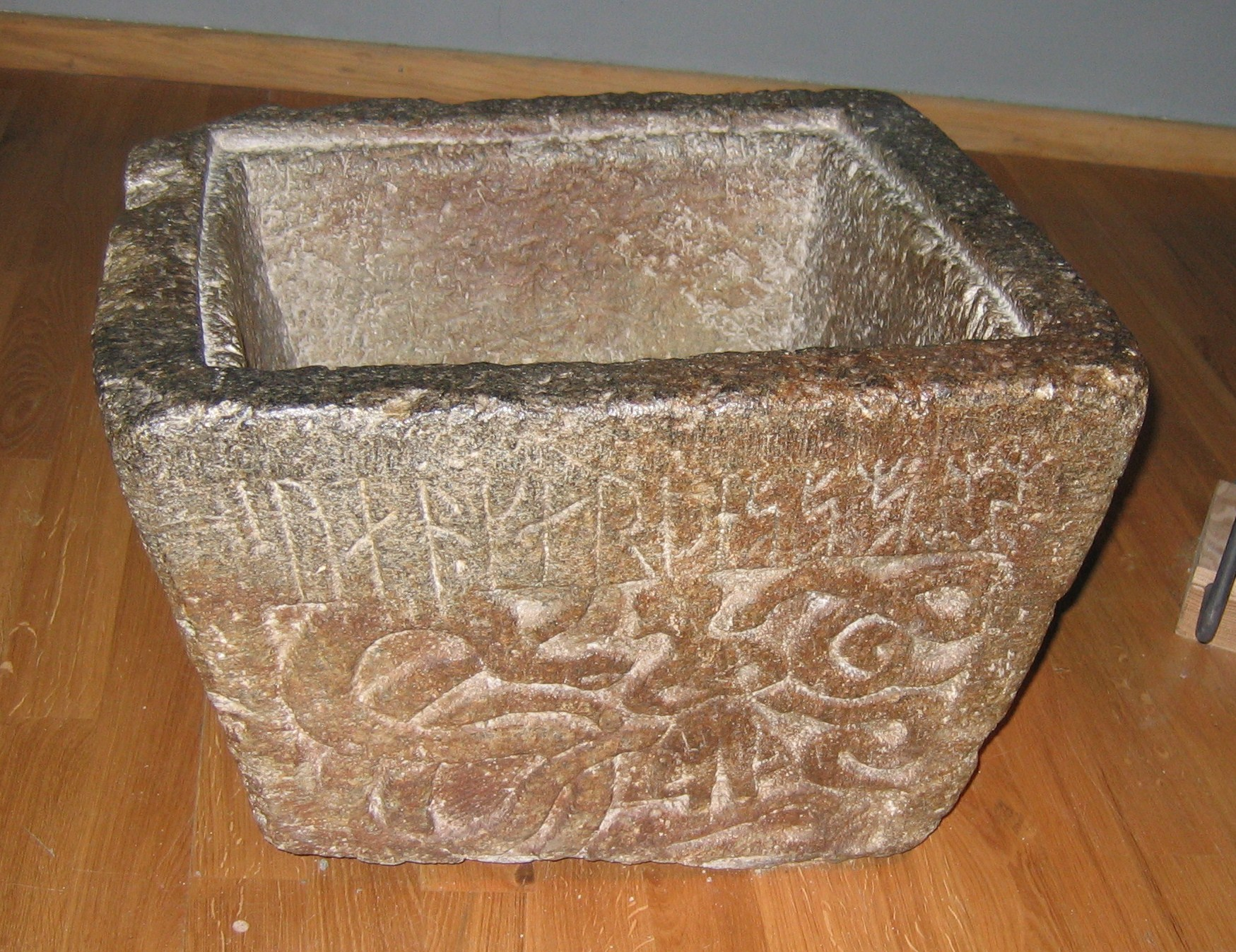
Bo NIYR;3.

Ces fonts baptismaux datant de 1100 ap. J-C sont faits dans le schiste. La pierre a été découverte en morceaux dans le cimetière de Norum en 1847. D'un côté, elle montre Gunnar apparemment en train de se reposer dans la fosse aux serpents entouré de quatre serpents et avec une harpe à ses pieds. Au-dessus du panneau de fosse aux serpents, il y a une inscription runique. L'inscription se termine avec cinq runes identiques dont les deux dernières sont en miroir. Le sens de ces cinq runes liées n'est pas compris.
Elle est actuellement au Musée Suédois des Antiquités Nationales.

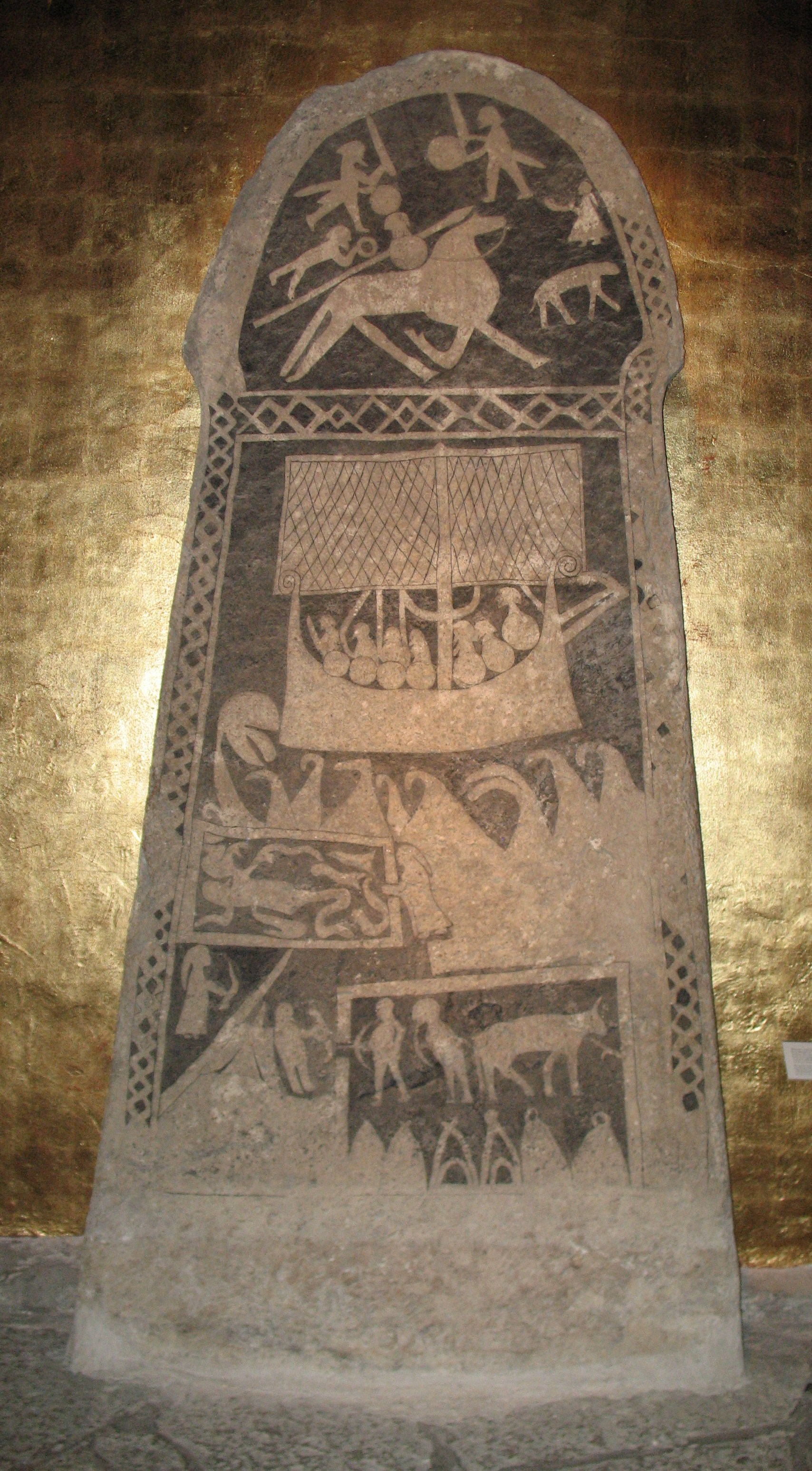
Pierre d'Hunninge

- Translittération latine :

svæn : kærðe <m>
- Transcription en vieux norrois :

Sveinn gerði m[ik](?)
- Traduction française :

Sveinn m'a faite(?).

## Gotland

### Pierre peinte d'Hunninge
La pierre peinte d'Hunninge a été trouvée en Gotland et illustre la tradition des Nibelungen. Sur le dessus de la pierre, il y a un homme sur un cheval avec un chien rencontrant une femme et deux hommes se battant près d'un mort possédant un anneau. Cela pourrait représenter Sigurd et Brynhild, le combat entre Sigurd et Gunnar, et la mort de Sigurd. Par ailleurs, l'homme qui porte un anneau pourrait être le messager Knéfrøðr. En bas à gauche, la scène représente une femme regardant la fosse aux serpents où Gunnar est couché, et les trois derniers hommes qui pourraient éventuellement être Gunnar et Hogli attaquant Atli.